# Runaljod - Yggdrasil
| Recensione | Giudizio |
| ---------- | -------- |
| Ondarock   | 7,5      |

Runaljod - Yggdrasil è il secondo album del gruppo musicale norvegese Wardruna, pubblicato nel 2013, ed il secondo capitolo della trilogia Runaljod.

## Tracce
1. Rotlaust tre fell – 4:11
2. Fehu – 6:45
3. NaudiR – 6:31
4. EhwaR – 4:10
5. AnsuR – 6:31
6. IwaR – 5:42
7. IngwaR – 5:28
8. Gibu – 5:30
9. Solringen – 6:30
10. Sowelu – 7:40
11. Helvegen – 7:11

## Formazione
- Einar "Kvitrafn" Selvik: voce, polistrumentista (eccetto il violino)
- Lindy Fay Hella: voce
- Gaahl: voce